# NGC 6242
NGC 6242 é um aglomerado aberto na direção da constelação de Scorpius. O objeto foi descoberto pelo astrônomo Nicolas Lacaille em 1751, usando um telescópio refrator com abertura de 0,5 polegadas. Devido a sua moderada magnitude aparente (+6,4), é visível apenas com telescópios amadores ou com equipamentos superiores. 